# Bulbophyllum ranomafanae
Bulbophyllum ranomafanae é uma espécie de orquídea (família Orchidaceae) pertencente ao gênero Bulbophyllum. Foi descrita por Jean Marie Bosser e Phillip James Cribb em 2001.